# Odbor za promet Državnega zbora Republike Slovenije
Odbor za promet je odbor Državnega zbora Republike Slovenije.

## Delovanje
»Odbor obravnava predloge zakonov, druge akte in problematiko, ki se nanaša na železniški, zračni in pomorski promet ter promet po celinskih vodah in cestni promet, razen nadzora varnosti cestnega prometa, prometno infrastrukturo, žičniške naprave in druga vprašanja, ki jih obravnava za ta področja pristojno ministrstvo.
Odbor obravnava zadeve EU s svojega delovnega področja.«

## Sestava
4. državni zbor Republike Slovenije
- izvoljen: ?
- predsednik: Franc Kangler
- podpredsednik: Geza Džuban
- člani: Zvonko Černač, Jožef Horvat, Srečko Hvauc, Kristijan Janc, Aurelio Juri, Danijel Krivec, Branko Marinič, Marko Pavliha, Milan Petek, Alojz Posedel, Maria Pozsonec, Srečko Prijatelj, Bojan Rugelj, Jože Tanko, Janko Veber